# Villa María

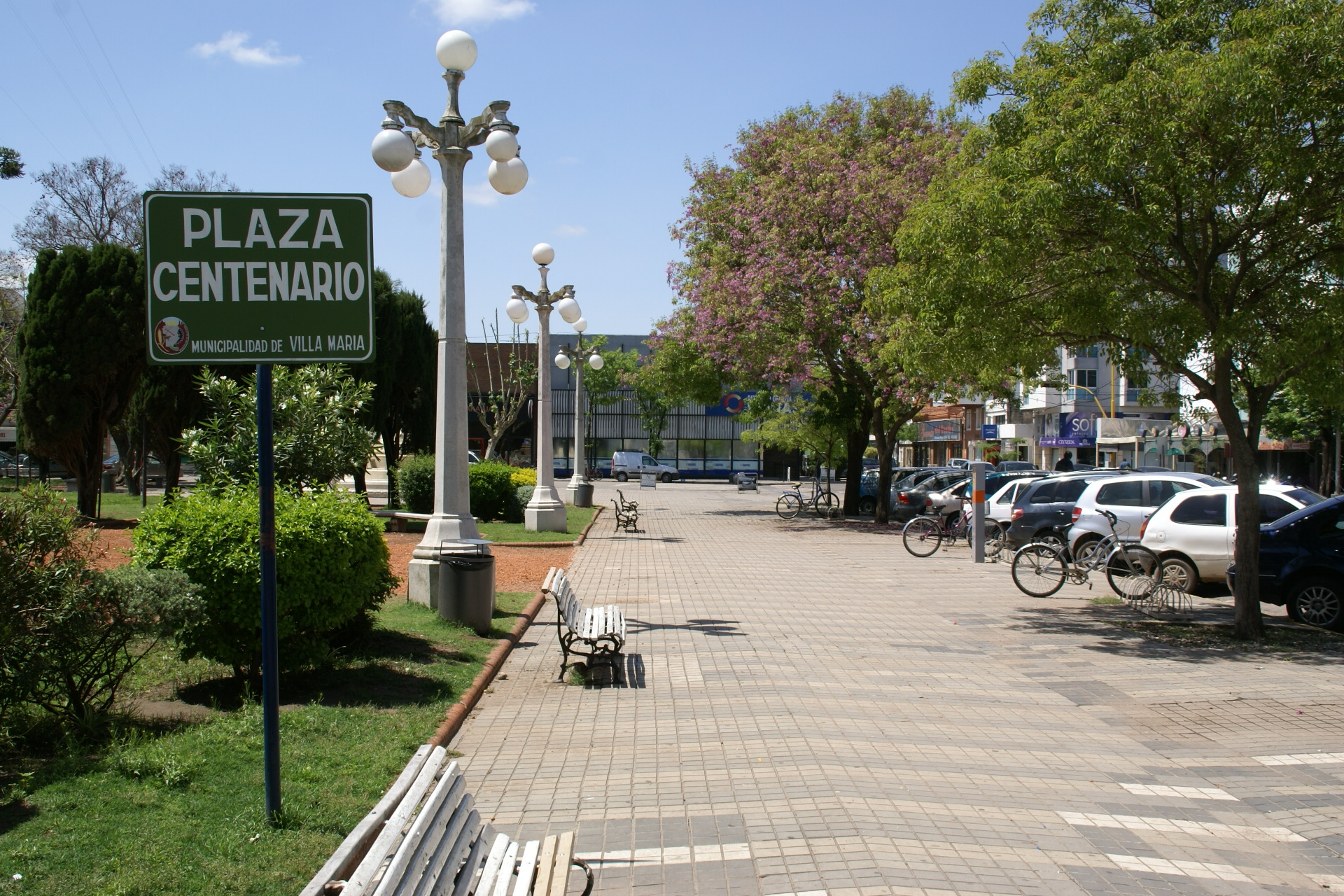
Plaza Centenario

Villa María ist die Hauptstadt des Departamento General San Martín im Osten der Provinz Córdoba in Zentralargentinien. Die Stadt hat 72.162 Einwohner (Volkszählung 2001) und bildet zusammen mit dem Vorort Villa Nueva eine kleine Agglomeration mit 88.643 Einwohnern.
Die Stadt liegt am Río Ctalamochita (oder Río Tercero), wobei das östliche Ufer auf Villa María und das westliche auf Villa Nueva entfällt.

## Geographie
Villa María liegt in der Pampa-Ebene etwa am Beginn des Übergangsgebiets zum Gran Chaco. Die Umgebung besteht fast völlig aus Kulturland mit Landwirtschaft und Viehzucht. Das Klima ist warmgemäßigt (Durchschnittstemperatur 17 °C, 24 °C im Januar und 10 °C im Juli) mit feuchten Sommern und relativ trockenen Wintern.

## Geschichte
Gegründet wurde die Stadt im Jahr 1867 durch Manuel Ocampo, um die Region entlang der Hauptstrecke der Ferrocarril Central Argentino (Buenos Aires - Rosario - Córdoba) zu besiedeln. Bereits vorher (1826) war allerdings Villa Nueva entstanden, die lange das administrative Zentrum der Region war. Da der Bahnhof auf der Flussseite von Villa María lag, entwickelte sich diese Stadt bald schneller als Villa Nueva und übernahm 1883 die Vorherrschaft in der Region. Im 20. Jahrhundert und bis heute setzte sich diese Tendenz fort, so dass Villa María heute fünfmal so groß wie Villa Nueva ist. Unter Papst Pius XII. wurde Villa María 1957 Sitz eines katholischen Bistums.

## Wirtschaft und Infrastruktur
Villa Maria ist ein Zentrum des Handels und der Agrarindustrie. Die Umgebung, die zur Ebene der Pampa gehört, ist von der Landwirtschaft geprägt, ihre Erzeugnisse werden in Villa Maria verarbeitet, von besonderer Bedeutung ist die Milchproduktion.
Im Verkehr ist die Ruta Nacional 9 von besonderer Bedeutung, die Buenos Aires mit Córdoba verbindet. Sie kreuzt mit der Nordost-Südwestverbindung Ruta Nacional 158 und weiteren asphaltierten Verbindungen und bildet so ein sternförmiges Straßennetz rund um die Stadt. 
Der öffentliche Personenverkehr wird vom Busbahnhof geprägt, der direkt im Zentrum liegt. Es gibt ebenfalls eine Zugverbindung nach Córdoba, auch der Fernzug Córdoba - Rosario - Buenos Aires hält hier.

## Bildung, Kultur und Sehenswürdigkeiten
Die Stadt besitzt eine staatliche Universität, die Universidad Nacional de Villa Maria.
Sehenswert ist das Rathaus, das früher ein Luxushotel war und von der Architektur des ausgehenden 19. Jahrhunderts geprägt ist, die Kathedrale aus derselben Zeit und die ungewöhnliche, sitzende San-Martín-Statue des blinden Bildhauers Armando Fabre.
Wegen seiner Bedeutung als Handelszentrum hat Villa María ein umfangreiches Nachtleben.

## Persönlichkeiten
- Sol Gabetta (* 1981), Cellistin und Fernsehmoderatorin
- Germán Berterame (* 1998), Fußballspieler

## Städtepartnerschaft
- Savigliano, Italien, seit dem 27. April 2000